# 弁理士 (日本)

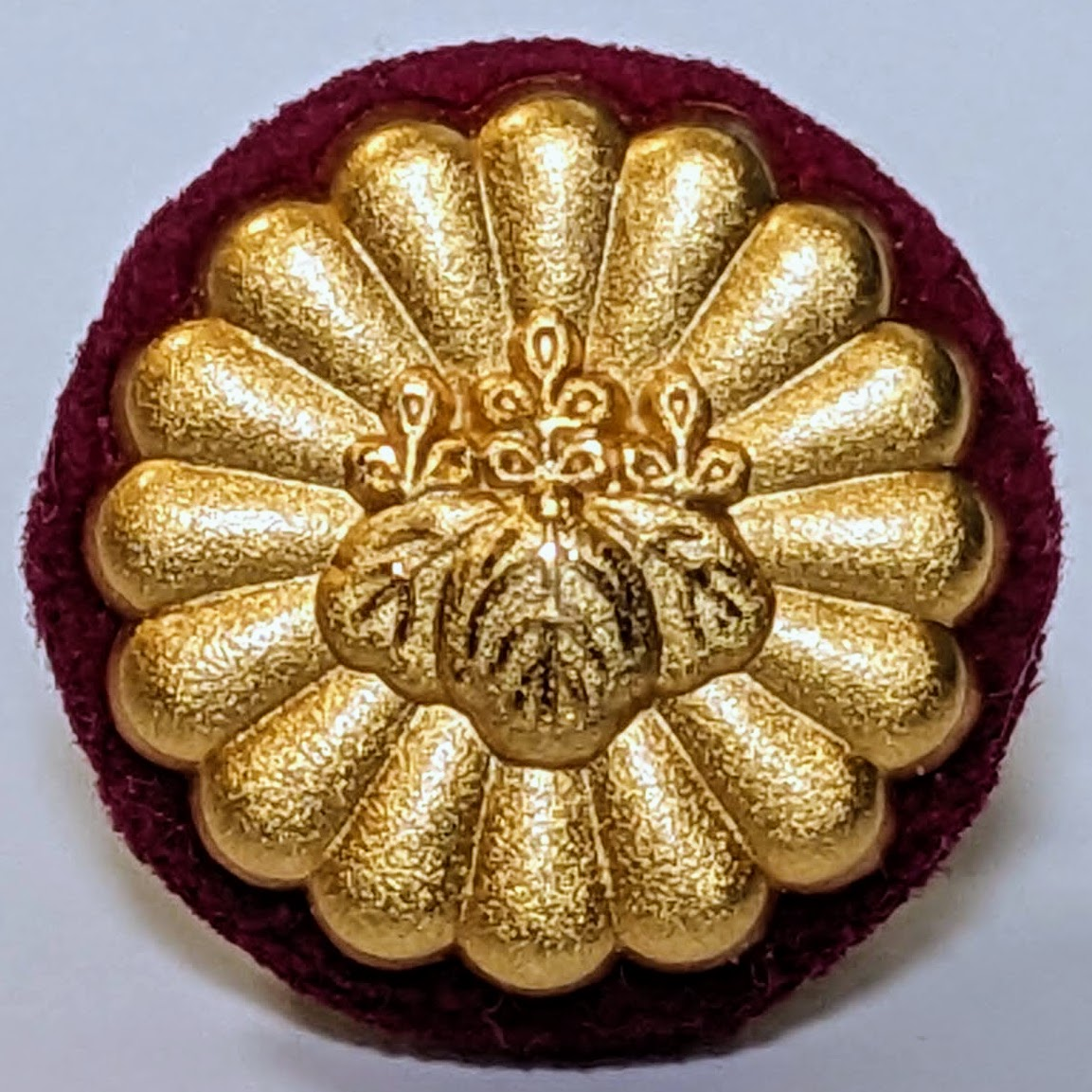
弁理士の徽章

日本における弁理士（辨理士、辧理士、べんりし）は、弁理士法で規定された知的財産権に関する業務を行う国家資格者であり、職務上請求を行うことができる八士業の一つである。徽章は、十六菊花文の中央に五三の桐。

## 概要
弁理士は、優れた技術的思想の創作（発明）、斬新なデザイン（意匠）、商品やサービスのマーク（商標）に化体された業務上の信用等を特許権、意匠権、商標権等の形で権利化をするための特許庁への出願手続代理や、それらの権利を取消または無効とするための審判請求手続・異議申立て手続の代理業務を行うものである。また、弁理士は、近年の知的財産権に関するニーズの多様化に伴い、ライセンス契約の交渉、仲裁手続の代理、外国出願関連業務等を含む知的財産分野全般に渡るサービスを提供するなどの幅広い活躍が期待されている。

## 歴史
弁理士制度は、1899年（明治32年）に施行された「特許代理業者登録規則」から始まる、歴史のある国家資格である（東京特許代言社が東京神田と築地に開設されたのが始まりと言われる。弁理士会HP）。1909年（明治42年）には、特許局への手続などは「特許弁理士」でなければ行えない旨が規定されていた。その後、1921年（大正10年）に弁理士法が公布され、「特許弁理士」から現在の「弁理士」という呼び方となった。

## 業務

### 概要
弁理士の主な業務は、以下の通りである。
- 特許・意匠・商標などの出願に関する特許庁への手続についての代理
- 知的財産権に関する仲裁事件の手続についての代理
- 特許や著作物に関する権利、技術上の秘密の売買契約、ライセンスなどの契約交渉や契約締結の代理
- 特許法等に規定する訴訟に関する訴訟代理

### 専権業務
弁理士は、他人の求めに応じ報酬を得て、特許、実用新案、意匠もしくは商標もしくは国際出願もしくは国際登録出願に関する特許庁における手続もしくは特許、実用新案、意匠もしくは商標に関する異議申立てもしくは裁定に関する経済産業大臣に対する手続についての代理またはこれらの手続に係る事項に関する鑑定もしくは政令で定める書類もしくは電磁的記録の作成を業とすることができる（弁理士法（以下「法」という。）4条1項）。
上記業務は弁理士以外の者は業として行うことはできないため（法75条）、弁理士業務とよばれている（法79条3号）。この規定に違反して、弁理士または特許業務法人でない者が、他人の求めに応じ報酬を得て、特許庁における手続の代理行為等を業として行った場合（いわゆる「非弁行為」）には、刑事罰の対象となり一年以下の懲役または百万円以下の罰金に処される。ただし、本人・権利者が自分自身において特許庁において手続することはさまたげない。この点が医師等の業務独占と大きくことなる。

### その他の業務
弁理士は、上記の専権業務のほかに、以下の業務を行うことができる。
- 侵害品輸入時における、輸入差止手続時の代理業務（法4条2項1号）。
- 特許、実用新案、意匠、商標、回路配置または特定不正競争に関する仲裁事件の手続についての代理（法4条2項2号）。
- 特許、実用新案、意匠、商標、回路配置もしくは著作物に関する権利もしくは技術上の秘密の売買契約、通常実施権の許諾に関する契約その他の契約の締結の代理もしくは媒介を行い、またはこれらに関する相談に応ずることを業とすることができる（法4条3項1号）。
- 特許、実用新案、意匠もしくは商標、国際出願もしくは国際登録出願、回路配置または特定不正競争に関する訴訟について、補佐人として陳述または尋問をすることができる（法5条）。
- 特許、実用新案、意匠もしくは商標に係る審決または決定の取消に関する訴訟について、訴訟代理人となることができる（法6条）。
- 特許、実用新案、意匠、商標、回路配置に関する権利の侵害または特定不正競争による営業上の利益の侵害に関する訴訟について、訴訟代理人となることができる（法6条の2・但し、一定の研修修了と認定試験（特定侵害訴訟代理業務試験）の合格、そして弁護士との共同受任が条件）。

上記業務は、弁護士法72条の例外として弁理士が行うことのできる業務であり、弁護士または弁理士以外の者は業として行うことはできない（弁護士法72条）。違反した場合は刑事罰の対象となる（弁護士法77条）。
なお、弁理士の扱う知的財産関連業務への一貫した関与を求めるユーザーの声や、司法制度改革や規制緩和による弁護士独占業務の隣接職種への開放の流れを受けて弁理士の業務範囲は年々拡大しており、関税法、著作権法（契約締結代理・関税法関連業務）、種苗法（関税法関連業務）、不正競争防止法に関する事務等も弁理士の業務に含まれるようになっている。また、平成12年の弁理士法改正（2001年（平成13年）1月6日施行）によって、知的財産権に関する契約締結交渉の代理業務は契約書の作成代理を含め（行政書士法1条の3の解釈から）弁理士にも可能となり、同時に特許料・登録料の納付手続、住所・氏名等の変更手続など、権利確定後の手続については行政書士にも可能となった。

#### 特定侵害訴訟代理業務
弁理士は、日本弁理士会において特定侵害訴訟代理業務試験に合格した旨の付記を受けることにより、特定侵害訴訟の代理人になることができる。付記を受けている弁理士は4,122人である（2017年11月現在）。
特定侵害訴訟代理業務試験は、特定侵害訴訟に関する訴訟代理人となるのに必要な学識および実務能力に関する研修を修了した弁理士を対象に、当該学識および実務能力を有するかどうかを判定するために実施するものである。本試験に合格後、日本弁理士会において本試験に合格した旨の付記を受けた弁理士は、弁護士が同一の依頼者から受任している事件に限り、その事件の訴訟代理人となることができる（弁護士との共同受任であるほか、弁理士の出廷についても、共同受任している弁護士との共同出廷が原則）。
ここで、特定侵害訴訟とは、特許、実用新案、意匠、商標もしくは回路配置に関する権利の侵害または特定不正競争による営業上の利益の侵害に係る訴訟をいう。研修は、民法、民事訴訟法の基本的知識を修得した弁理士を対象に、特定侵害訴訟に関する実務的な内容を中心とした合計45時間の講義および演習により日本弁理士会が行っている。

#### 国際業務
日本では1899年（明治32年）に不平等条約改正とともに工業所有権の保護に関するパリ条約に加盟し、同年、日本初の特許申請代理人が誕生した。知的財産の保護を各国独自で行うことの問題点〜知的財産権は世界的に権利化する必要性があることについては100年以上前から認識されており、弁理士資格は日本において知的財産業務を業とする唯一の国家資格として誕生時点においてすでに国際的な業務を担うことを期待されていた。現在での日本から外国への特許出願件数は、2004年ベースで125,000件前後となっており、全出願件数の約1/4は海外へ出願されていることになる。日本企業の一層の国際展開とともに、日本法のみではなく米国法、ヨーロッパ法に関しての最低限の知識、あわせて英語能力をより要求されつつある。
現状、日本の出願人が外国の有資格者を介して外国特許庁へ出願する際の当該出願に係る書類の翻訳文およびドラフトの作成業務や外国有資格者への媒介（以下「外国出願関連業務」という）については、誰でも行うことが可能な業務である。この点に関して、外国出願関連業務を弁理士としての義務と責任をもって遂行する、いわゆる標榜業務とすることが、改正弁理士法に盛り込まれている。

### 業務の課題
特許権者の訴訟費用低減の観点から単独侵害訴訟代理の解除などへの議論が続けられているが、現在のところ、法曹界の慎重意見により弁理士単独の訴訟代理は認められるには至っていない。
弁理士は特許出願代理を主に行っているものの、ライセンス交渉に関する知識や技術経営的な知識を持っている者は乏しく、経営的なセンスを有している弁理士の育成が急務の課題と考えられている。また知財戦略などのコンサルティング事業といった付加価値の高いサービスを知財部を持つことができないベンチャー、中小企業などに提供していくことが弁理士には期待されている。

## 義務
弁理士には、品位保持義務、業務精通義務、誠実義務が課されている（弁理士法3条）。
弁理士には、守秘義務も課されている（同法30条）。

## 資格
弁理士となる資格を有するのは、
- 弁理士試験に合格した者
- 弁護士となる資格を有する者
- 特許庁の審査官または審判官として通算7年以上審査または審判の事務に従事した者

である（法7条各号）。
ただし、弁理士となる資格を有する者が弁理士となるには、日本弁理士会に弁理士登録する必要がある（法17条）。
2008年（平成20年）10月1日に施行された改正弁理士法により、経済産業大臣または大臣から指定を受けた機関（指定修習機関）が実施する登録前義務研修（実務修習）を修了することが、弁理士登録をするための条件となった（実務修習を修了しないと、弁理士登録はできない）。日本弁理士会は、現在唯一の指定修習機関として経済産業大臣から指定を受けている。既登録弁理士に対しては義務研修（継続研修）の受講が義務付けられている。

## 就業形態
弁理士は、主に特許事務所、特許法律事務所、法律事務所または企業で業務を行っている。
弁理士登録者13,505人中、特許事務所勤務は3,274人、特許事務所経営は3,258人、企業は2,736人、特許業務法人勤務は1,916人、特許業務法人経営は887人等となっている（2017年11月現在）。

### 特許事務所
特許事務所は、弁理士が業として特許、実用新案、意匠、商標など特許庁における手続あるいは経済産業大臣に対する手続を行うための業務を処理するために開設する事務所である。

弁理士法第6章の規定に基づいて特許業務法人の法人格を取得している場合もある。
特許事務所の規模は、大きく分けて、1人の弁理士と数人の所員で構成される個人事務所、数人の弁理士と数人～十数人の所員で構成される中堅事務所、数十人の弁理士と数十人～100人以上の所員を抱える大手事務所に大別されるが、同じような職制を取っている。
所長弁理士
特許事務所のトップ。個人事務所ではその弁理士、中堅・大手事務所では事務所を創設した弁理士等となる。内部的には複数の弁理士が対等の立場で経営に当たる共同経営事務所でも、対外的には所長は1人である。また、共同経営者が持ち回りで所長となる場合もある。企業の「代表取締役社長」に相当する。
パートナー
特許事務所の共同経営者。中堅・大手事務所において複数名の弁理士が経営に当たる場合に置かれることがある。特許事務所によって異なるが、出願明細書の代理人欄に名前が記載される弁理士は、代表パートナーとしての所長と他のパートナー弁理士であり、出願明細書作成などの実務作業にはあたらない場合が多い。企業の「代表取締役（社長、会長、副社長等）」に相当する。
担当弁理士（勤務弁理士）
所長弁理士あるいはパートナー弁理士の指揮監督下において、出願明細書作成などの実務作業にあたる。弁理士資格のない所員を束ねて仕事にあたる管理職的な役割を持たせている特許事務所もある。このクラスの弁理士は、出願明細書の代理人欄に名前を記載しないところが多いが、逆に責任感を持たせるために所長弁理士とパートナーに加えて名前を入れるところもある。
所員
事務所に所属する上記以外の人材のこと。主業務を行う者と、情報システム、清掃など副業務を行う者とに分かれる。主業務は弁理士資格を持たない事務員で、実務担当者と事務担当者に大別される。大手・中堅の事務所では、さらに、調査担当者、翻訳者、図面トレーサー、情報システム管理者などが置かれる場合も多い。実務担当者には、特許出願用の明細書の作成補助にあたる補助者や、意匠・商標の出願業務の補助者がいる。実務担当者の中には、将来の弁理士を目指して特許事務所に入り、実務を経験しながら試験対策指導を受ける者もいる。一方、事務担当者は、国内外の出願業務に関する特許庁手続、顧客や外国代理人とのコレスポンデンス(Correspondence)、各種の期限管理、経理、人事、総務、秘書などの業務を担当する。

#### 特許事務所の待遇
ほとんどの事務所は実績主義あるいは出来高主義によって弁理士や実務担当者の給与（年俸）を決めている。能力・経歴によっては弁理士資格の有無に関わらず数年で1000万円以上を稼ぐ者も少なくない。事務所内の職制に応じて歩合の比率を上げていくところもある（実務担当者は25%、勤務弁理士は35%、管理職は40%など）。なお、パートナーは、担当部門の実績に応じて報酬が決められることが多い。
日常的に特許事務所に手続を依頼をしている大手企業では、事務所単位のみならず、所長、パートナー、勤務弁理士あるいは所員の区別なく、外注業者として「実績評価」を行っている企業も少なくなく、実績があり信頼を置く弁理士が独立あるいは他の事務所に移った場合にはその事務所への委任案件を引き上げる企業もある。そのため、有能な弁理士をどれだけ確保できるかが経営上の重要課題のひとつでもある。

### 企業内弁理士
インハウスローヤーのように、企業内知財部等で活躍する弁理士のことである。企業・部署・ポジションにより業務内容が大幅に異なる。例えば、有資格者として、法改正時の法制度普及促進を担ったり、審決取消訴訟時の社内代理人、付記をしていれば侵害訴訟時に代理人として手続を行う場合がある。また、近年の民事訴訟法改正や、米国での判例に基づき、守秘特権（すなわち社内弁理士が法的にアドバイスした書類等の裁判所への証拠提出の免除）の活用の可能性について模索している会社もあるようである。また、企業においてその企業の出願等の知財業務を行う場合は弁理士資格は必要ではないので、弁理士の資格を持っていても、無資格の知財部員と業務内容は殆ど同じ会社もある。
知財部員数に比して出願件数・その他の仕事が膨大なケースが多く、自社内で明細書等出願書類を全て内製できる企業は殆どない。よって、社内弁理士による社内出願に加えて、特許事務所を外注として活用することが多い。近年は弁護士の場合と同様に社内弁理士は増加傾向にある。一部の会社では、弁理士数の増加の時期と同じくして、自社の知財部員が試験に合格しても弁理士登録料や弁理士会費など各種手数料を負担しない会社もある。

#### 企業内弁理士の主業務
なお、以下には弁理士資格を持たない知財部員と同等の業務が含まれる。
- 自社内の有望な技術を発掘し、権利化する（主業務）。
  - 一部の大企業を除き出願書類の作成は外部の特許事務所に依頼しており、その内容チェックも主業務である。
  - 開発部門が積極的に特許出願を希望する場合や、知財部員が積極的に開発部門に赴いて技術を発掘する場合など社風によっても様々である。
- 自社出願の中間処理方針を指示する。
  - 自社製品に搭載されている技術などを勘案しながら、事務所に権利化方針を伝える。
- 自社製品が他社特許等を利用していないか調査し、必要な場合は外部事務所に第三者的な意見～鑑定を依頼する（クリアランス）。
- 重要案件について審判を行う（大企業では、企業内弁理士自らが代理人となる場合も少なくない）。
- 他社とライセンス交渉を行う（大企業では、ライセンス専門の部署を置いている場合も少なくない）。
- 特許・実用新案、意匠、商標権に関する訴訟をサポートする。

#### 企業内弁理士の待遇
基本的には資格を持たない知財部門社員に準じている場合が多いが、その企業の知財への取り組み方針の違いによって企業間ではかなり差がある。また、知財部門社員との間で待遇格差がなかったとしても、弁理士は知財業界において権威ある国家資格（名称および専権業務独占資格）として広く認識されているため、弁理士資格取得を機により待遇の良い企業、特許事務所等に転職する機会が得られるといった間接的な形での「資格取得による収入面での」メリットもあげられる。
- 中小企業によっては資格手当が支給される場合がある。
- 大企業では、給与面での優遇は乏しいものの昇進面で加味する企業は多い。その理由として、単純に弁理士資格により法律面の知識・能力が客観的に担保できていると判断される点のみならず、海外や業界団体への出席が認められたり、社外弁理士との横のつながりの点において社外・世界的な知財情勢についての幅広い知識と人脈が得られ、幅広い視点をもって仕事ができる点等が評価されるためである。また、第二の理由としては、昇進において仕事上での資格の利用価値に重みをおいているか、あるいは資格を取得したことの努力・能力を評価する場合があるためである（昇進面で学歴等を加味することと類似している）。但し、弁理士会の会費が高いこと（会費月1.5万円）・近年合格者が増えていることから、試験に合格したからといって、職場から全員分の弁理士会費が支払われないケースも近年見受けられる。例えば、キヤノンでは弁理士試験の合格者が35、36人ほどいるが、弁理士登録をしているものは半分程度である[11]。

## 試験

### 試験内容
弁理士試験は、弁理士になろうとする者が弁理士として必要な学識およびその応用能力を有するかどうかを判定することを目的とした試験である。弁理士試験に合格し、実務修習を修了された者は、「弁理士となる資格」が得られる。
弁理士試験は、筆記試験と口述試験により行い、筆記試験に合格した者でなければ口述試験を受験することはできない。また、筆記試験は短答式と論文式により行い、短答式に合格した者でなければ論文式を受験することはできない。

#### 短答式筆記試験
以下の試験科目について、短答式（択一式）で行われる。
- 特許法・実用新案法
- 意匠法
- 商標法
- 工業所有権に関する条約（パリ条約、特許協力条約など）
- 著作権法・不正競争防止法

毎年5月中旬から下旬に、仙台市、東京都、名古屋市、大阪市、福岡市で行われる。
合格基準：65%の得点を基準として、論文式筆記試験を適正に行う視点から工業所有権審議会が相当と認めた得点以上であること。ただし、科目別合格基準（各科目の満点の40%を原則とする）を下回る科目がひとつもないこと。

#### 論文式筆記試験
短答式筆記試験に合格した者のみが受験する。前年またはその前の年の短答式筆記試験に合格し論文式筆記試験に不合格となった者も受験できる。論文式で行われ、必須科目である工業所有権に関する法令（特許法、実用新案法、意匠法、商標法）と、以下の選択科目が出題される。選択科目については、科目および選択問題を願書提出時に選択する必要があり、その後は変更することができない。
|   | 科目                             | 選択問題                             |
| - | -------------------------------- | ------------------------------------ |
| 1 | 理工I（機械・応用力学）          | 材料力学、流体力学、熱力学、土質工学 |
| 2 | 理工II（数学・物理）             | 基礎物理学、電磁気学、回路理論       |
| 3 | 理工III（化学）                  | 物理化学、有機化学、無機化学         |
| 4 | 理工IV（生物）                   | 生物学一般、生物化学                 |
| 5 | 理工V（情報）                    | 情報理論、計算機工学                 |
| 6 | 法律（弁理士の業務に関する法律） | 民法                                 |

理系あるいは法学の修士号を有する者や一定の資格（技術士、一級建築士、情報処理技術者試験のうち一部の試験区分の合格者、電気主任技術者、電気通信主任技術者、薬剤師、司法書士登録者、行政書士登録者、司法試験合格者など）を有する者は選択科目が免除される。工業所有権に関する法令の試験と選択科目の試験は必須科目の3週間後に行われるようになった。毎年7月頃に東京都と大阪市で行われる。
合格基準：必須科目については、得点の合計が、満点に対して54%の得点を基準として工業所有権審議会が相当と認めた得点以上であること。ただし、47%未満の得点の科目が1つもないこと。必須科目の得点については、標準偏差によって採点格差が調整される。選択科目については、素点が満点の60%以上であること。

#### 口述試験
論文式筆記試験に合格した者が受験する。前年またはその前の年の論文式筆記試験に合格し口述試験に不合格となった者も受験できる（ただし、短答式筆記試験の免除が受けられない場合を除く）。口述式で行われ、工業所有権に関する法令が出題される。毎年10月に東京都で行われている。口述試験の不合格者は平成16年度以前は約十数人と少なかったが、以降増加し、平成24年度には300人超が不合格となる試験となった。その後、平成27年度からは20人程度に戻っている。
合格基準：採点基準をA、B、Cのゾーン方式とし、合格基準はC評価の科目が2科目以上ないこととする。

#### 試験制度改正
弁理士法施行規則の一部を改正する省令が2014年（平成26年）12月26日に公布され、2016年（平成28年）1月1日に施行された。この法改正により、平成28年度弁理士試験から短答式筆記試験への科目別合格基準の導入および、論文式筆記試験（選択科目）における選択問題の集約が行われた。試験制度改正の概要は以下の通りである。
- 短答式筆記試験における改正点
これまでの工業所有権に関する法令の科目を、特許・実用新案に関する法令、意匠に関する法令および商標に関する法令の3つに分けて実施される。現行では、総合点のみで合否の判定を行っていたが、試験科目別に合格基準（40%程度を想定）を導入する。
- 論文式筆記試験（選択科目）における改正点
論文式筆記試験（選択科目）の選択問題を各科目の基礎的な分野に集約する。

### 難易度
合格率の推移は以下の通りである。
|                         | 平成20年度 | 平成21年度 | 平成22年度 | 平成23年度 | 平成24年度 | 平成25年度 | 平成26年度 | 平成27年度 | 平成28年度 | 平成29年度 |
| ----------------------- | ---------- | ---------- | ---------- | ---------- | ---------- | ---------- | ---------- | ---------- | ---------- | ---------- |
| 志願者数                | 10,494人   | 10,384人   | 9,950人    | 8,735人    | 7,930人    | 7,528人    | 6,216人    | 5,340人    | 4,679人    | 4,352人    |
| 受験者数                | 9,727人    | 9,517人    | 9,152人    | 7,948人    | 7,231人    | 6,784人    | 5,599人    | 4,798人    | 4,211人    | 3,912人    |
| 短答式筆記試験 合格者数 | 2,865人    | 1,420人    | 899人      | 1,934人    | 1,374人    | 434人      | 550人      | 604人      | 557人      | 287人      |
| 論文式筆記試験 合格者数 | 601人      | 944人      | 822人      | 715人      | 837人      | 490人      | 358人      | 248人      | 288人      | 229人      |
| 最終合格者数            | 574人      | 813人      | 756人      | 721人      | 773人      | 715人      | 385人      | 319人      | 296人      | 255人      |
| 合格率                  | 5.9%       | 8.5%       | 8.3%       | 9.1%       | 10.7%      | 10.5%      | 6.9%       | 6.6%       | 7.0%       | 6.5％      |

平成26年度以降の合格率は6.5% - 7.0%であり、10%を上回っていた平成24年度および平成25年度に比べて、かなり低下している。平成26年度の合格者数は平成13年度以来の400人割れとなった。
合格者数が減少した理由として、知財立国を目指す国の政策として弁理士1万人確保するとの目標の達成（2013年4月24日に1万人を突破）、合格者の未登録率の増加、弁理士一人当たりの出願業務取り扱い件数の減少、そして「弁理士試験の適正合格者数は220名程度が上限である」との日本弁理士会による「知的財産推進計画2013」および「知的財産政策ビジョン」の策定に向けての提言等が影響していると考えられる。
なお、最近の弁理士試験の特徴として、口述試験の難化が挙げられる。以前の口述試験の合格率は95%以上であり、不合格者がほとんど出ない試験であったが、平成21年度以降の急激な受験者数の増加に合わせて合格率が低下し70%台に難化した。特に、平成24年度では口述試験不合格者は300人を超え、合格率は70%を大きく割り込んだ（平成25年度は81.7%で前年より容易化したが、平成26年度は74.6%で再び難化した）。弁理士試験制度については、後述の課題が指摘されている。
合格者の平均年齢は概ね、30歳～39歳の間で推移している。平成26年度の合格者の女性比率は23.1%であり、前年度より3.5ポイント上昇し、過去最高となった。
|      | 平成20年度 | 平成21年度 | 平成22年度 | 平成23年度 | 平成24年度 | 平成25年度 | 平成26年度 | 平成27年度 | 平成28年度 | 平成29年度 |
| ---- | ---------- | ---------- | ---------- | ---------- | ---------- | ---------- | ---------- | ---------- | ---------- | ---------- |
| 男性 | 83.1％     | 83.6%      | 80.3%      | 83.5%      | 79.8%      | 80.4%      | 76.9%      | 79.6%      | 80.7％     | 72.9%      |
| 女性 | 16.9％     | 16.4%      | 19.7%      | 16.5%      | 20.2%      | 19.6%      | 23.1%      | 20.4%      | 19.3％     | 27.1%      |

受験者層は、理工系出身者が全体の80%を占め、さらに最終学歴が修士号または博士号である者は40%前後を占める点から、受験者のうち理工系の高等教育を受けた者の割合が著しく高い点が特徴である。従って、理工系の研究職を経た者の中から、様々な事情で転職を考える際に「発明の権利化業務」として弁理士を志す者が少なくない。また、最近では短期合格者が増えたが、元々は「仕事しながら受験勉強する」者が多い点でも珍しい資格だった。
|        | 平成20年度 | 平成21年度 | 平成22年度 | 平成23年度 | 平成24年度 | 平成25年度 | 平成26年度 | 平成27年度 | 平成28年度 | 平成29年度 |
| ------ | ---------- | ---------- | ---------- | ---------- | ---------- | ---------- | ---------- | ---------- | ---------- | ---------- |
| 理工系 | 87.3％     | 86.5%      | 83.1%      | 82.8%      | 84.6%      | 85.0%      | 82.9%      | 82.4%      | 86.5％     | 78.8%      |
| 法文系 | 10.1％     | 10.3%      | 13.5%      | 13.9%      | 12.3%      | 11.3%      | 14.5%      | 13.5%      | 10.1％     | 15.7%      |
| その他 | -          | -          | -          | -          | 3.1%       | 3.6%       | 2.6%       | 4.1%       | 3.4％      | 5.5%       |

最終合格者の出身校では東京大学、京都大学等の国立大学の出身者が多いという、司法試験とも異質な法律系資格である。各年度弁理士試験の合格者数の多い上位出身大学は以下の通りである（括弧内は合格者数）。
| 平成15年度 | 東京大学（52名） | 京都大学（44名） | 東京工業大学（37名） | 早稲田大学（37名）   | 大阪大学（32名）     |
| 平成16年度 | 京都大学（51名） | 東京大学（47名） | 早稲田大学（47名）   | 東京工業大学（36名） | 大阪大学（30名）     |
| 平成17年度 | 東京大学（73名） | 京都大学（62名） | 東京工業大学（47名） | 大阪大学（42名）     | 早稲田大学（38名）   |
| 平成18年度 | 京都大学（59名） | 東京大学（57名） | 大阪大学（44名）     | 早稲田大学（41名）   | 東京工業大学（38名） |
| 平成19年度 | 京都大学（54名） | 東京大学（53名） | 大阪大学（50名）     | 早稲田大学（37名）   | 東京工業大学（25名） |
| 平成20年度 | 東京大学（61名） | 大阪大学（42名） | 京都大学（41名）     | 早稲田大学（39名）   | 東京工業大学（33名） |
| 平成21年度 | 東京大学（75名） | 京都大学（67名） | 大阪大学（45名）     | 東京工業大学（42名） | 早稲田大学（39名）   |
| 平成22年度 | 東京大学（65名） | 京都大学（55名） | 早稲田大学（42名）   | 大阪大学（37名）     | 東京工業大学（36名） |
| 平成23年度 | 東京大学（69名） | 京都大学（55名） | 東京工業大学（40名） | 早稲田大学（36名）   | 慶應義塾大学（34名） |
| 平成24年度 | 東京大学（70名） | 京都大学（55名） | 東京工業大学（48名） | 大阪大学（48名）     | 早稲田大学（39名）   |
| 平成25年度 | 東京大学（65名） | 京都大学（51名） | 大阪大学（38名）     | 東京工業大学（35名） | 早稲田大学（28名）   |
| 平成26年度 | 京都大学（27名） | 東京大学（26名） | 早稲田大学（25名）   | 大阪大学（19名）     | 東京工業大学（17名） |
| 平成27年度 | 京都大学（32名） | 東京大学（25名） | 大阪大学（20名）     | 慶応義塾大学（13名） | 早稲田大学（12名）   |
| 平成28年度 | 東京大学（36名） | 京都大学（27名） | 東北大学（15名）     | 東京工業大学（13名） | 東京理科大学（13名） |
| 平成29年度 | 東京大学（37名） | 京都大学（29名） | 東北大学（16名）     | 東京工業大学（15名） | 東京理科大学（12名） |
| 平成30年度 | 東京大学（36名） | 京都大学（29名） | 大阪大学（16名）     | 慶應義塾大学（11名） | 北海道大学（11名）   |
| 令和元年度 | 京都大学（30名） | 東京大学（25名） | 東京工業大学（19名） | 大阪大学（18名）     | 慶應義塾大学（16名） |

2018年度（平成30年度）弁理士試験の全合格者の出身校を見てみると、合格者が多い順に、東京大学(36名)、京都大学(29名)、大阪大学(16名)、慶應義塾大学(11名)、北海道大学(11名)、 東京工業大学(10名)、早稲田大学(9名) 、東京理科大学(6名)、東北大学(6名)、筑波大学(6名)、横浜国立大学(6名)、明治大学(5名)、神戸大学(5名)、名古屋工業大学(5名)、名古屋大学(4名)、東京農工大学(4名)、同志社大学(4名)、千葉大学(4名)、電気通信大学(4名) 、中央大学(3名)、広島大学(3名)、静岡大学(3名)、上智大学(3名)、九州大学(2名)　青山学院大学(2名)　大阪工業大学(2名)　お茶の水女子大学(2名)　神戸市外国語大学(2名) 、近畿大学(2名)　埼玉大学(2名)　信州大学(2名)　新潟大学(2名)、法政大学(2名)、北陸先端科学技術大学院大学(2名) 、立命館大学(1名)、岐阜大学(1名)、岡山大学(1名)、金沢大学(1名) となっており（括弧内は合格者数）、有名大学出身者が多く、その反面、最終学歴が高卒の合格者はいない。

### 試験制度の課題

#### 若い人材の参入
2014年（平成26年）に公表された産業構造審議会知的財産分科会による「弁理士制度の見直しの方向性について」では、学生や20歳代の若い人材の参入は進んでおらず、司法試験、公認会計士試験と比較しても、弁理士試験については、合格者平均年齢が40歳前後と高く、学生の割合が低い状況にある旨が指摘されている。
更に、受験生や合格者の平均年齢が上昇していることに加え、弁理士制度小委員会では、若い人は合格しても弁理士登録をしない旨の懸念が指摘されている。この原因について、弁理士会からは、弁理士制度がやや変質してきて魅力が薄れており、かつては難しい試験、しかし資格を取れば十分な、十二分な職がはぐくまれるというような意識があったが、今では競争原理を働かせた結果、必ずしもそのような状況になっていない旨の指摘が出されている。また、同委員会に出席したキヤノン所属の委員代理からは、同社の試験合格者のうち、弁理士登録をしているのはそのうちの約半分ぐらいである旨の指摘がされている。この理由として、弁理士業務をしっかりできる者をその業務に充てており、弁理士の会費を全員分を負担するのは、登録料が高いこともありできない旨が指摘されている。職場が全員分の弁理士会費を支払わない場合、役職も実務経験もほとんどない若い世代よりも、役職が上で実務経験が豊富な年配の世代に予算が配分される傾向があるため、若い世代にとって弁理士を目指す動機付けが低下し、結果、若い弁理士の数が減少する。このように、若い世代の弁理士離れの原因の一部として、競争原理を徹底したことによる弁理士という職業的魅力の低下に加え、合格者が増えた結果、職場での弁理士会費負担が難しくなったことが指摘されている。

#### 試験内容の課題
弁理士試験制度について、以下の点に課題があると指摘されている。
1. 短答式筆記試験を科目別に見ると、科目別の得点に偏りがある短答式試験合格者が存在している。
2. 工業所有権に関する条約は多いのに対し、出題範囲が不明確であり、今後も関連する条約が増えることが予想される。
3. 論文式筆記試験の必須科目について、平成12年改正で条約単独の科目はなくなったが、これを復活させるべきとの意見がある。
4. 論文式筆記試験選択科目の選択問題には、受験者がいない科目や受験者が極めて少数の科目が存在している。
5. 口述試験の公平性に関する懸念があり、また、口述試験の合格率が低下している。
6. 試験科目の一部免除制度は、平成12年および平成19年改正で導入されてきたが、制度が複雑になっている。

なお、上記1については平成28年度弁理士試験から短答式筆記試験への科目別合格基準が導入され、上記4については論文式筆記試験（選択科目）における選択問題の集約が行われている。

## 弁理士という言葉の意味
弁理士と弁護士の「弁」は、現在では同じ字を使っているが、かつては、弁理士は「辨」を用いて辨理士、弁護士は「辯」を用いて辯護士と書いた。
「辨」という字の意味は「わきまえ知る」であり、「理」という字の意味は「筋道」／「物事の道理」である。従って、弁理士とは、筋道あるいは物事の道理をわきまえ知る者という意味になる。一方、「辯」という字の意味は「言い開く」「言葉が自在に説法できること」であり、「護」という字の意味は「まもる」である。従って、弁護士とは、人のために言葉を自在に駆使してその人を護ることを役割とする者という意味になる。
なお、日本では、弁護士となる資格を有する者は、弁理士登録をすることができる。もっとも、弁護士は、弁理士登録をせずとも弁理士業務を行うことができる。これは、弁護士法第3条第2項に「弁護士は、当然、弁理士および税理士の事務を行うことができる。」と規定されているためである。

## 弁理士の日
毎年7月1日は、日本弁理士会によって弁理士の日に定められている。これは、1899年（明治32年）のこの日に、現在の「弁理士法」の前身にあたる「特許代理業者登録規則」が施行されたことにちなんで1997年（平成9年）に定められたものである。この日の前後には、日本弁理士会や各地の支部により、講演会、シンポジウム、特許無料相談会などのイベントが開催されている。

## その他
- 弁理士は行政書士となる資格を有している[26]。
- 弁理士は付記弁理士となる資格を有している。付記弁理士は、弁理士の中でもさらに特別な試験である特定侵害訴訟代理業務試験に合格し、かつ日本弁理士会より弁理士登録にその旨の付記を受けた弁理士のことを指す。付記弁理士は、特定侵害訴訟に関して訴訟代理人となることができる特権が有るが、通常の弁理士は訴訟代理人にはなれず、補佐人までしかなれない。
- 弁理士は検察審査会の検察審査員の職務に就くことができない[27]。
- 弁理士は裁判員の職務に就くことができない[28]。